# Oś elektryczna serca
Oś elektryczna serca – w elektrokardiografii kierunek średniego wektora depolaryzacji komór serca w płaszczyźnie czołowej.
Najczęściej korzysta się z uproszczonego sposobu oznaczania osi elektrycznej, polegającego na nałożeniu sumy algebraicznej załamków tworzących zespoły QRS w odprowadzeniach I i III na odpowiedni wzorzec graficzny (np. nomogram Węsława) w celu określenia kąta nachylenia osi.

## Możliwe kąty nachylenia
- oś elektryczna prawidłowa – kąt nachylenia osi elektrycznej mieści się w granicach 0° do +90°
- prawogram (dekstrogram) – kąt nachylenia osi elektrycznej mieści się w granicach +90° do +180°
  - prawogram patologiczny – kąt nachylenia osi elektrycznej mieści się w granicach +110° do +180° (możliwe przyczyny: przerost prawej komory, zawał ściany bocznej, blok tylnej wiązki lewej odnogi pęczka Hisa, pionowe położenie serca w klatce piersiowej u osób młodych i szczupłych, zespół preekscytacji)
- lewogram (sinistrogram) – kąt nachylenia osi elektrycznej mieści się w granicach 0° do -90°
  - lewogram patologiczny – kąt nachylenia osi elektrycznej mieści się w granicach -30° do -90° (możliwe przyczyny: blok przedniej wiązki lewej odnogi pęczka Hisa, zespół preekscytacji, zawał ściany dolnej, poziome położenie serca u osób otyłych z szeroką klatką piersiową)
- oś elektryczna nieokreślona – kąt nachylenia osi elektrycznej mieści się w granicach -90° do ±180° (możliwe przyczyny: duży przerost prawej komory serca, serce płucne, kardiomiopatia przerostowa). Według niektórych autorów może być uznawana jako prawogram patologiczny[1].
- oś elektryczna nieoznaczalna – suma algebraiczna załamków tworzących zespoły QRS w odprowadzeniach I – III równa się zeru. Nie ma znaczenia klinicznego.

Przy konieczności szybkiej oceny stosuje się uproszczony model oceny osi elektrycznej serca, polegający na wzrokowym porównaniu kierunku i amplitudy zespołów QRS w odprowadzeniach I, II, III.

Wzrokowy model oceny osi elektrycznej serca na podstawie kierunku i amplitudy zespołów QRS w odprowadzeniach I, II i III.